# Elleboog

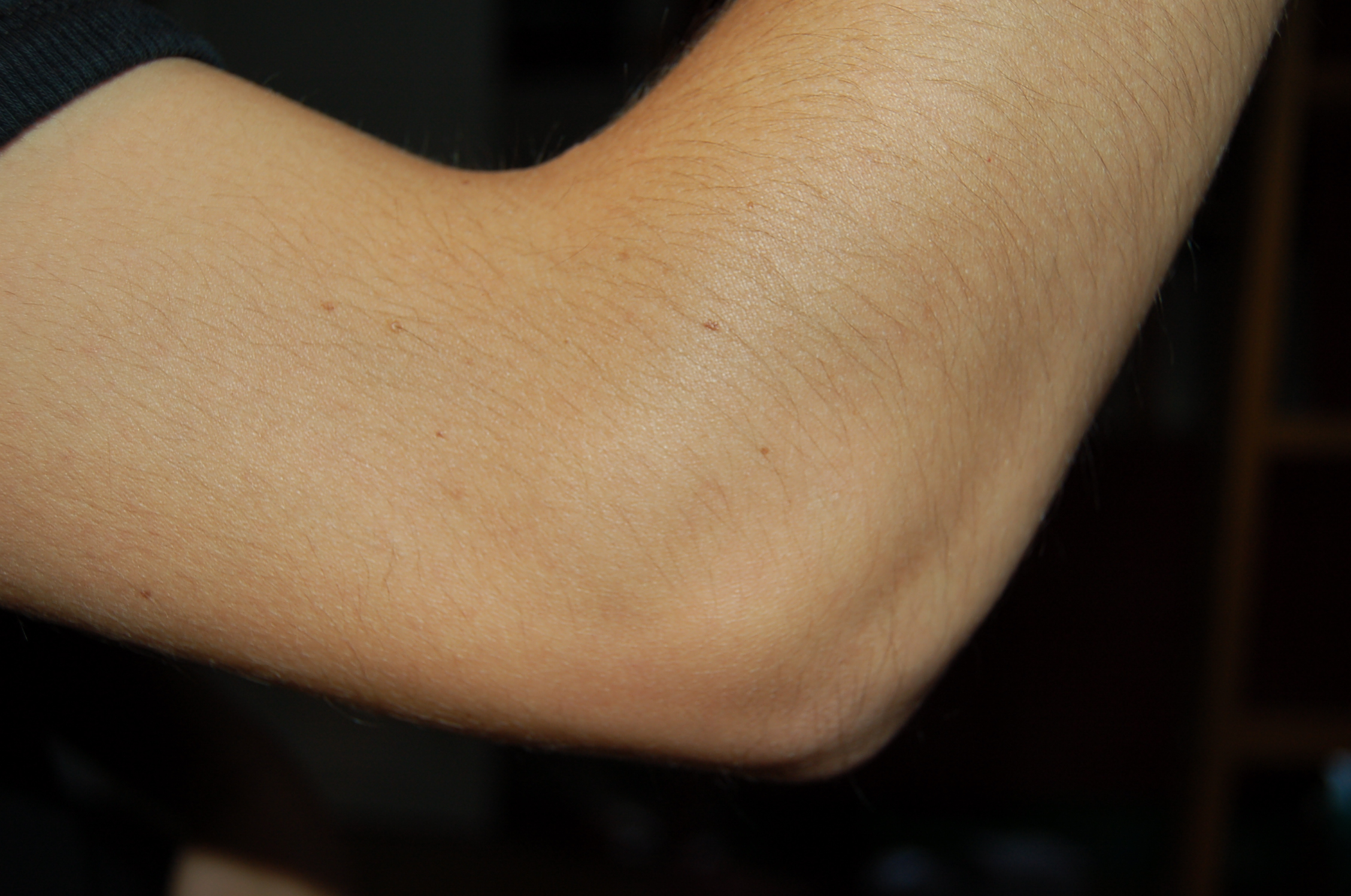
Een elleboog

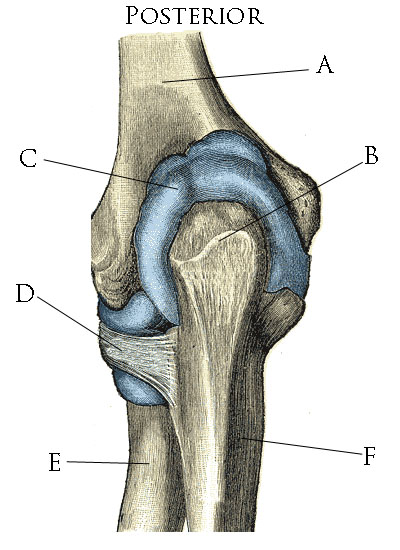
ellebooggewricht

De elleboog of het ellebooggewricht (Latijn: articulatio cubiti) is het gewricht dat de verbinding vormt tussen de bovenarm en de onderarm. Het is een bijzonder gewricht omdat het één bot in de bovenarm met twee botten in de onderarm verbindt. Behalve dat het ellebooggewricht het buigen van de onderarm ten opzichte van de bovenarm moet verzorgen, verzorgt dit gewricht het draaien van de twee botten in de onderarm ten opzichte van elkaar. Hierbij draait het spaakbeen (Latijn: radius) om de ellepijp (Latijn: ulna). De stevigheid van het ellebooggewricht van de mens wordt verkregen uit bindweefselbanden die aan de binnenkant en de buitenkant van het gewricht lopen. De elleboog is een van de gewrichten die regelmatig worden aangedaan bij mensen met reumatoïde artritis. Wanneer nodig, bijvoorbeeld als gevolg van de reumatoïde artritis of een breuk van de elleboog na een val, kan het gewricht vervangen worden door een prothese.